# الشعبة (الحديدة)

تعديل مصدري - تعديل

الشعبة هي إحدى قرى مديرية المراوعة، التابعة لمحافظة الحديدة اليمنية، بلغ تعداد سكانها 1241 نسمة حسب الإحصاء الذي جرى عام 2004.